# Eupithecia jermyi
Eupithecia jermyi es una especie de polilla de la familia Geometridae. La especie fue descrita por primera vez por András Mátyás Vojnits habiendo sido descrita en 1976, con distribución en China. El holotipo de la especie fue descrita en los alrededores de la aldea de Kuantun, en la provincia Jilin.